# Lê Thế Tông
Lê Thế Tông (chinesisch 黎世宗, Pinyin Lí Shìzōng, * 1567; † 1599), auch bekannt als Lê Duy Đàm (chinesisch 黎維潭, Pinyin Lí Wéitán) war der 13. Herrscher der Späteren Lê-Dynastie von Vietnam. Er regierte eingeschränkt durch Warlord Trịnh Tùng. Dieser nahm 1593 König Lê Thô Tông in die königliche Hauptstadt Đông Đô auf, um die formelle Restaurierung der Lệ-Dynastie zu markieren, ohne dem Kaiser Entscheidungsbefugnisse zu gewähren.